# Puertomingalvo
Puertomingalvo ist eine spanische Gemeinde (municipio)  mit 141 Einwohnern (Stand: 2024) im Südosten der Provinz Teruel in der Autonomen Gemeinschaft Aragonien. 

## Lage
Puertomingalvo liegt knapp 75 Kilometer (Fahrtstrecke) ostsüdöstlich der Provinzhauptstadt Teruel im Bergland der Sierra de Gúdar in einer Höhe von ca. 1455 m. 

## Bevölkerungsentwicklung
| Jahr      | 1960 | 1970 | 1981 | 1991 | 2006 | 2011 | 2021 |
| Einwohner | 793  | 413  | 213  | 164  | 153  | 137  | 121  |

Die höchsten Einwohnerzahlen seiner Geschichte (gut 1400) verzeichnete Puertomingalvo in der ersten Hälfte des 20. Jahrhunderts.

## Wirtschaft
Landwirtschaft und Tourismus sind die Haupteinnahmequellen des Ortes. Für die umliegenden Einzelgehöfte und kleinen Dörfer ist er ein wichtiges Handwerks- und Handelszentrum.

## Sehenswürdigkeiten
- Burgruine von Puertomingalvo
- Kirche Mariä Himmelfahrt (Iglesia de Nuestra Señora de la Asunción)
- Rathaus

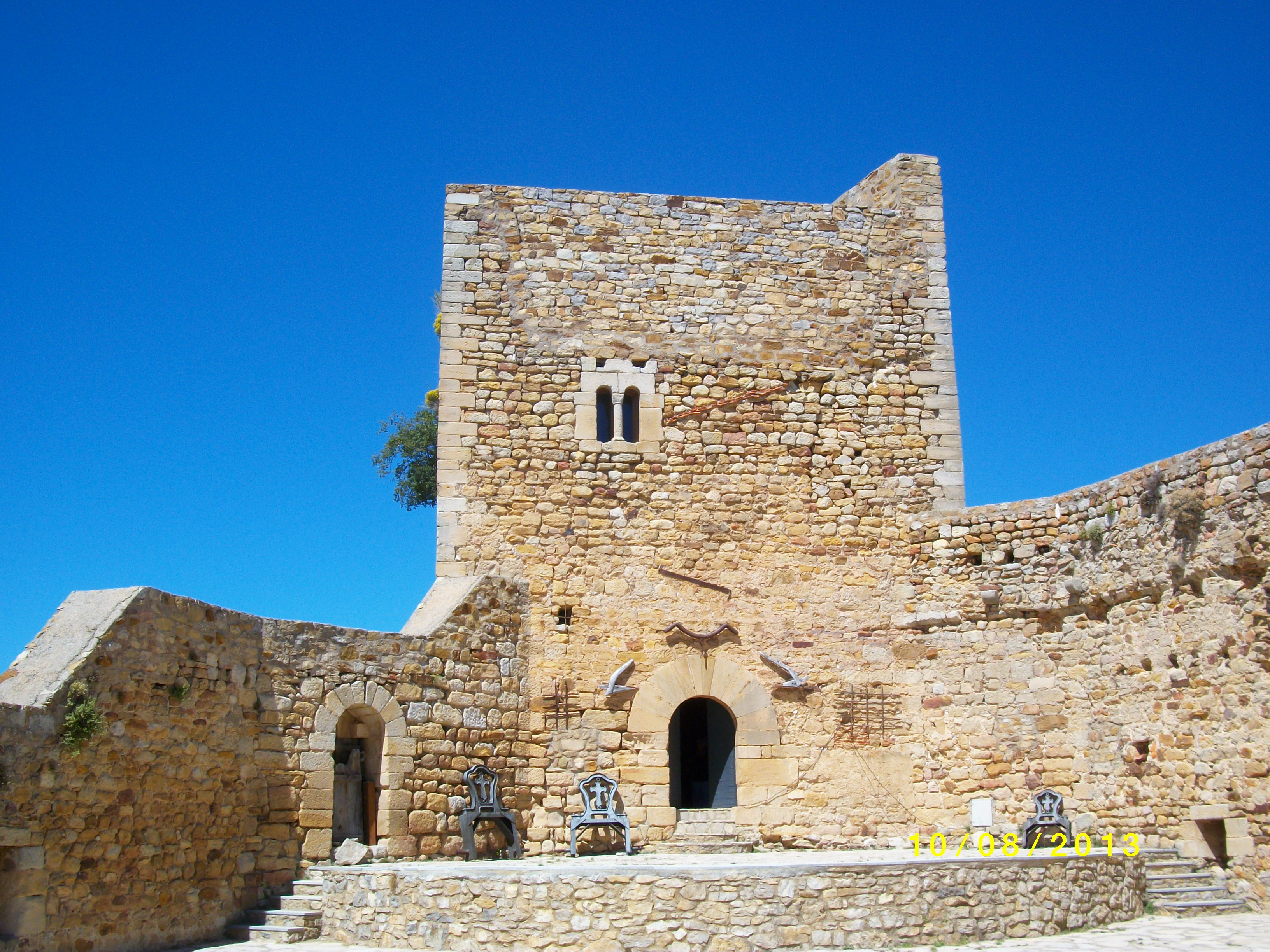
Burgruine
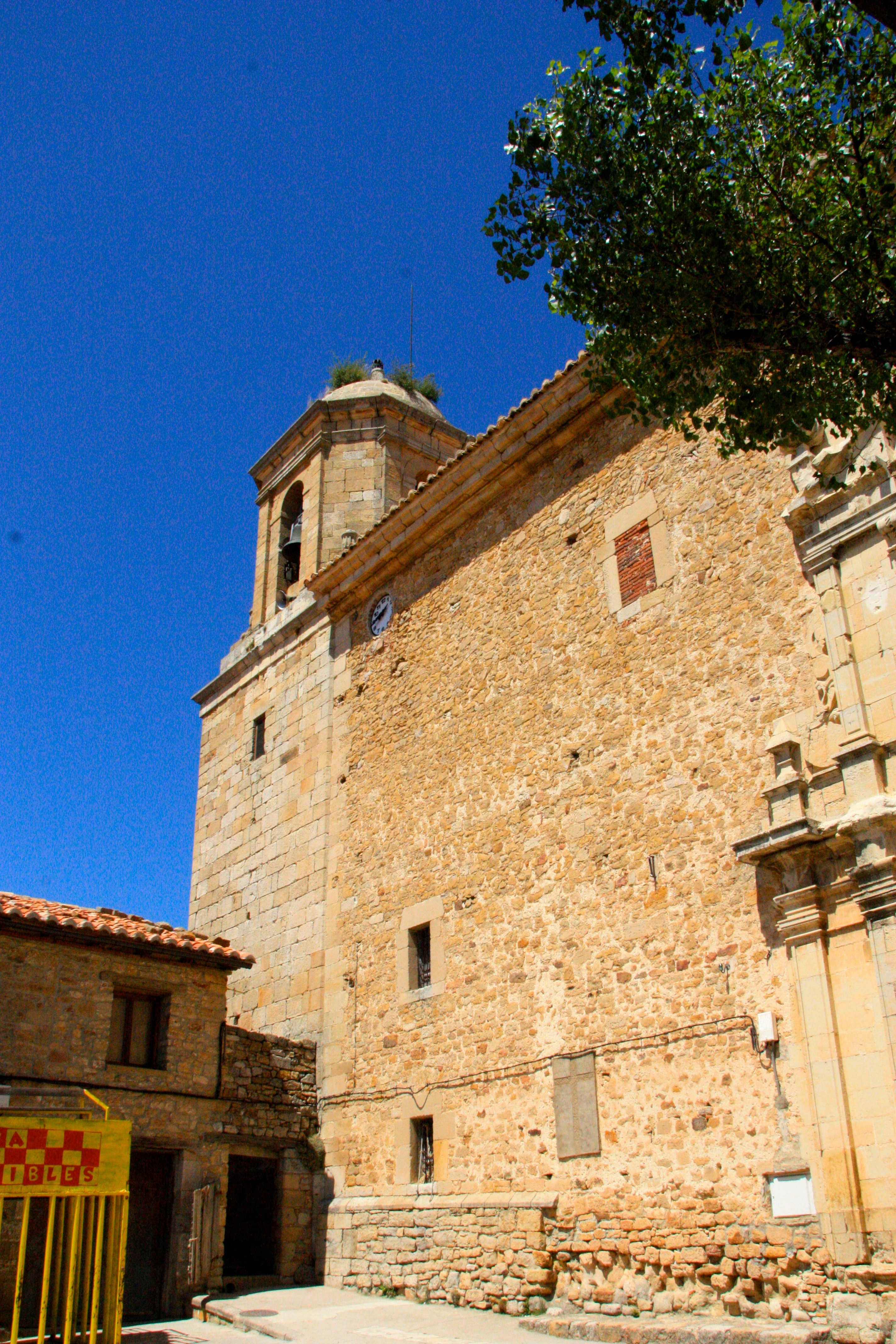
Kirche Mariä Himmelfahrt
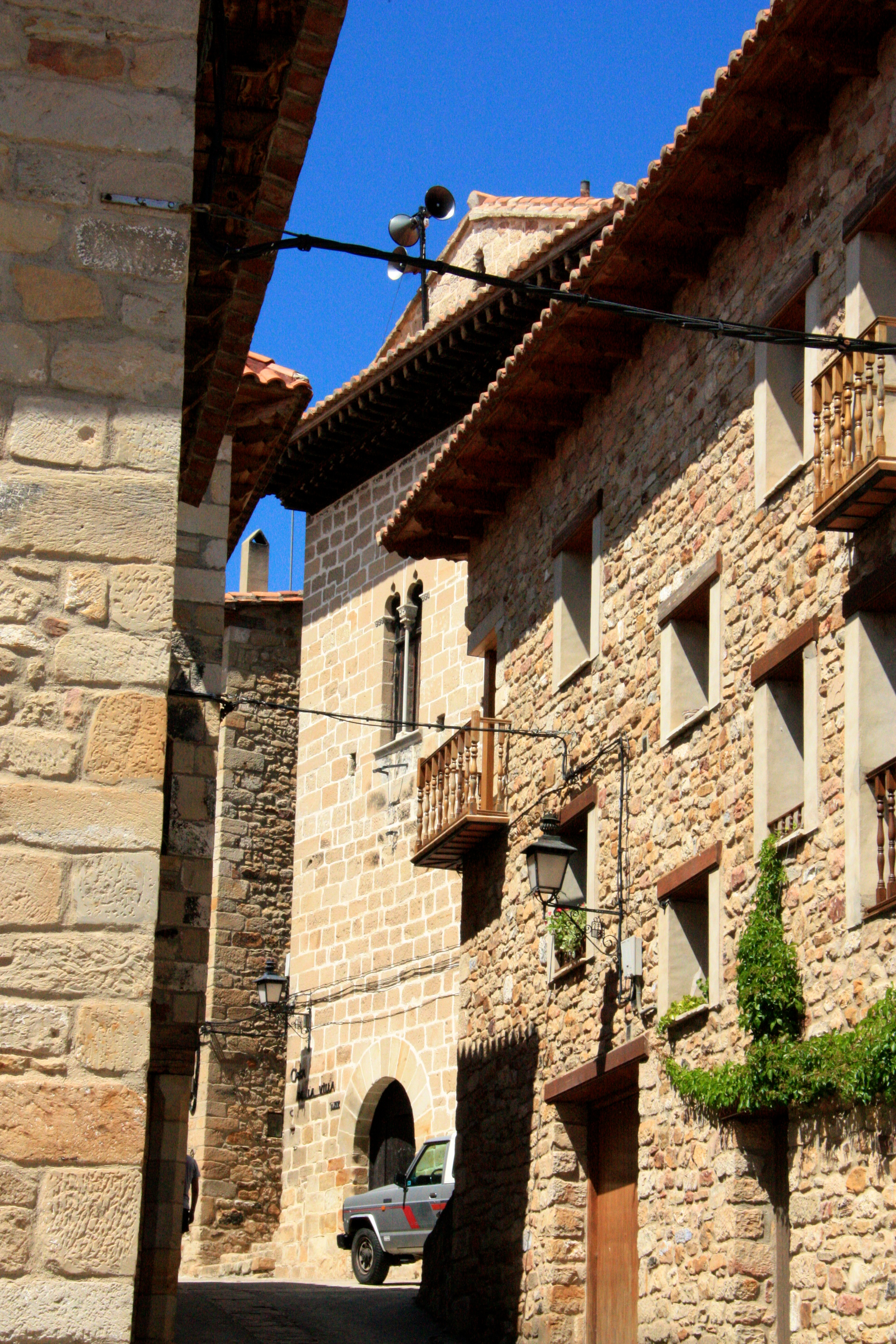
Rathaus